# Claus Elgaard
Claus Elgaard (født 4. juli 1963) er en dansk journalist, radio- og TV-vært samt forfatter. Han er blandt andet kendt som reporter for TV2 Sporten.
I 1999 udgav han biografien "Jeg gjorde det - den hårde vej" som et portræt af den tyrkisk-danske bokser Hasan Al. 
I 2004 havde Elgaard en birolle som TV-interviewer i filmen INKA$$O med blandt andet, skuespillerne Kim Bodnia, Iben Hjejle, Casper Christensen og Jesper Holm på spillelisten.
I 2010 udgav han selvbiografien "Med livet som indsats - en ludoman taler ud".

## Familie
Claus Elgaard er bror til den danske radio- og TV-vært Puk Elgård.